# 로버트 콘래드
로버트 콘래드(Robert Conrad, 1935년 3월 1일 ~ 2020년 2월 8일)는 미국의 배우이다.

## 출연 작품
- 솔드 아웃